# Radara tauralis
Radara tauralis är en fjärilsart som beskrevs av Walker 1865. Radara tauralis ingår i släktet Radara och familjen nattflyn. Inga underarter finns listade.